# Texis
Texis es el quinto álbum de estudio de la banda estadounidense de noise pop, Sleigh Bells.

## Lista de canciones
Todas las canciones escritas y compuestas por Alexis Krauss y Derek E. Miller.
| Lista de canciones de Texis |                      |          |  |
| N.º                         | Título               | Duración |  |
| 1.                          | «SWEET75»            | 3:32     |  |
| 2.                          | «An Acre Lost»       | 3:26     |  |
| 3.                          | «I'm Not Down»       | 3:18     |  |
| 4.                          | «Locust Laced»       | 2:30     |  |
| 5.                          | «Knowing»            | 3:11     |  |
| 6.                          | «Justine Go Genesis» | 3:16     |  |
| 7.                          | «Tennessee Tips»     | 2:43     |  |
| 8.                          | «Rosary»             | 3:38     |  |
| 9.                          | «Red Flag Flies»     | 3:05     |  |
| 10.                         | «True Seekers»       | 3:26     |  |
| 11.                         | «Hummingbird Bomb»   | 3:14     |  |